# Andrea Mamé
Andrea Mamé (* 15. Januar 1972 in Mailand; † 30. Juni 2013 in Le Castellet) war ein italienischer Unternehmer und Automobilrennfahrer.

## Karriere
Mamé war Besitzer des Lion Racing Team. Der Rennstall nahm sowohl auf nationaler wie auch auf internationaler Ebene an Rallyes, Bergrennen und GT-Rennen teil.
Am 30. Juni 2013 verunglückte Mamé während eines Rennens der Lamborghini Super Trofeo auf dem Circuit Paul Ricard (zum Zeitpunkt des Unfalls war Mamé Zweitplatzierter in der Gesamtwertung). In die unmittelbar nach dem Start ausgelöste Kollision waren fünf Wagen involviert. Wie Innenbordaufnahmen belegen, wurde sein Wagen von Andrea Solimená mit etwa 170 km/h getroffen, wobei beide Fahrzeuge in die Streckenbegrenzung einschlugen. Solimená brach sich bei dieser Kollision einen Wirbel. Wie die anderen verletzten Piloten auch, wurde Mamé in das Medical Center der Strecke gebracht. Dort erlag er seinen schweren Verletzungen.

## Persönliches
Mamé besuchte zunächst im schweizerischen Lugano das Leonardo-da-Vinci-Gymnasium. Anschließend erwarb er den Hochschulabschluss für Produktionsverwaltung an der Universität in Castellanza. 1994 wurde er Angestellter des Unternehmens Forgiatura Mamé. Im Jahr 2000 stieg er dort zum Leiter der Handelsabteilung auf. 2003 wurde er Verwaltungsratsmitglied. 2009 entstand die Mamé Group SpA, wo Mamé Vorsitzender des Konzerns wurde.

## Karrierestationen
- 2009: Italienischer Seat Leon Supercopa (Platz 32)
- 2010: Italienische GT-Meisterschaft (Platz 22)
- 2011: Italienische GT-Meisterschaft (Platz 29)
- 2011: Lamborghini Super Trofeo, Pro-Am (Platz 16)
- 2013: Lamborghini Super Trofeo